# Сэджвик, Марк
Ма́рк Сэ́джвик (англ. Mark Sedgwick; род. 20 июля 1960, Лондон) — британский историк-арабист, автор исследований о суфизме, традиционализме и связанных с ними радикалистских движениях, секретарь Европейского общества исследователей западного эзотеризма.

## Научная деятельность
Обучался в школе Хэрроу, затем в Вустер-колледже в Оксфорде. Получил степень доктора философии в Бергенском университете. Работал преподавателем на кафедре арабистики Американского университета в Каире. 
Во время пребывания в Каире в 1990 году, посещал суфийские церемонии ордена Накшбандия, что повлияло на то, что изучение суфизма стало одним из основных его научных интересов.
С 2007 профессор арабистики и исламоведения в Орхусском университете в Дании.

## «Наперекор современному миру»
В период пребывания в Каире в 1996 заинтересовался смежной с суфийской и неосуфийской проблематикой малоизученной темой истории традиционалистского движения и деятельностью основателя этой доктрины Рене Генона, в своё время вступившего в одно из суфийских братств. 
Итогом длительного исследования стала монография Against the Modern World: Traditionalism and the Secret Intellectual History of the Twentieth Century, изданная в Оксфорде в 2004. В предисловии к своей работе автор, несколько преувеличивая, заявляет, что «движение традиционалистов никогда раньше не становилось объектом исследования», хотя по широте привлеченного материала (от предшественников, вроде мадам Блаватской, Анкосса и Пувурвиля, до постсоветского евразийства и исламизма) книга действительно является новаторской.
Работа Сэджвика представляет собой биографическое исследование о Рене Геноне и очерки о влиянии его идей на эзотерические и праворадикальные круги в Европе, России и исламском Востоке. Более или менее значительные разделы посвящены таким известным последователям Генона, как Юлиус Эвола, Фритьоф Шуон, Титус Буркхардт, Мишель Вальсан, Мирча Элиаде, Евгений Головин, Александр Дугин, Гейдар Джемаль. 
Книга Сэджвика вызвала некоторое недовольство среди традиционалистов.

## Научные труды
- Sufism: The Essentials. — Cairo: American University in Cairo Press[англ.], 2000
- Against the Modern World: Traditionalism and the Secret Intellectual History of the Twentieth Century. — Oxford University Press, 2004
- "Al-Qaeda and the Nature of Religious Terrorism" // Terrorism and Political Violence, 22, 4 (2004), p. 479-494
- Saints and Sons: The Making and Remaking of the Rashidi Ahmadi Sufi Order, 1799-2000. — Leiden: Brill Publishers, 2005.
- Islam and Muslims: A Guide to Diverse Experience in a Modern World. — Boston: Intercultural Press[англ.], 2006.
- Muhammad Abduh. — Oxford: Oneworld Publications, 2009.
- Islamic Myths and Memories: Mediators of Globalization. Editor, with Ulrika Mårtensson and Itzchak Weismann. — Farnham: Ashgate Press[англ.], 2014.
- Making European Muslims: Religious Socialization among Young Muslims in Scandinavia and Western Europe. — New York: Routledge, 2014.

### Переводы на русский язык
- Сэджвик М. Наперекор современному миру. Традиционализм и тайная интеллектуальная история XX века = Against the Modern World: Traditionalism and the Secret Intellectual History of the Twentieth Century. — М.: Новое литературное обозрение, 2014. — ISBN 978-5-4448-0145-1.